# Gnuggmalar
Gnuggmalar (Glyphipterigidae) är en familj av fjärilar som beskrevs av Henry Tibbats Stainton 1854. Enligt Catalogue of Life ingår gnuggmalar i överfamiljen Yponomeutoidea, ordningen fjärilar, klassen egentliga insekter, fylumet leddjur och riket djur, men enligt Dyntaxa är tillhörigheten istället ordningen fjärilar, klassen egentliga insekter, fylumet leddjur och riket djur. Enligt Catalogue of Life omfattar familjen Glyphipterigidae 385 arter. 

## Bildgalleri

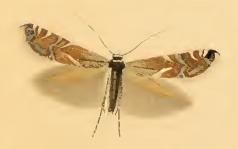
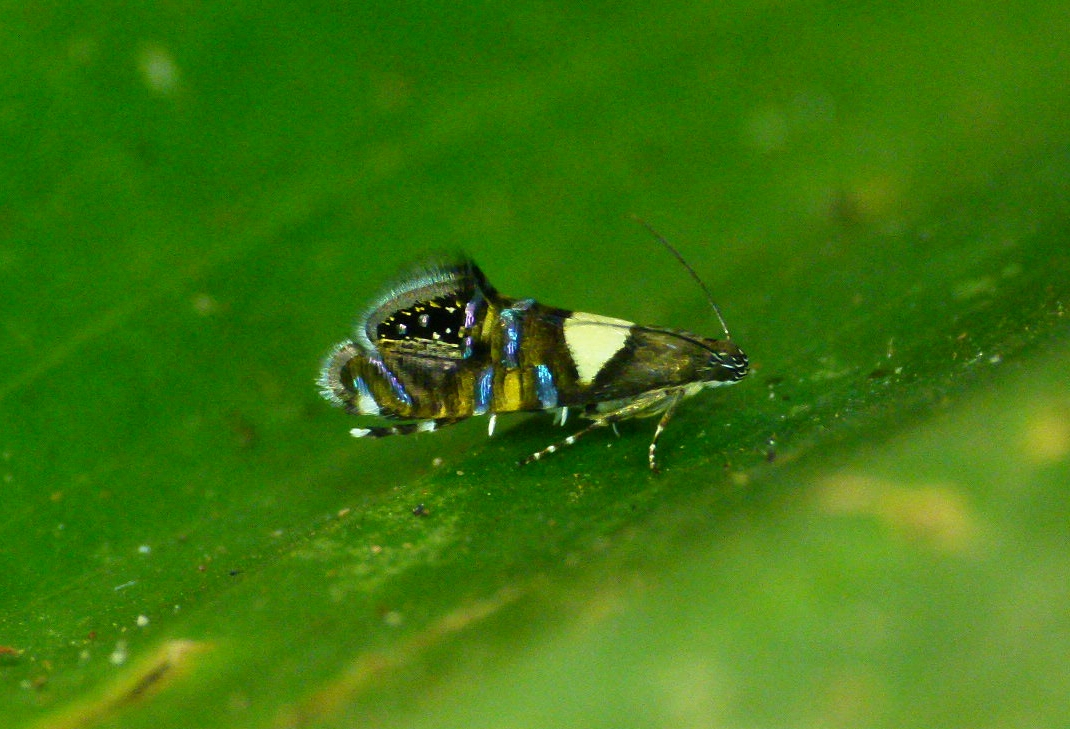

## Dottertaxa till gnuggmalar, i alfabetisk ordning[1][2]
- Abrenthia
- Apistomorpha
- Carmentina
- Chrysocentris
- Circica
- Cotaena
- Cronicombra
- Diploschizia
- Electrographa
- Encamina
- Ernolytis
- Eusthenica
- Glyphipterix
- Irinympha
- Lepidotarphius
- Machlotica
- Myrsila
- Neomachlotica
- Orthotaelia
- Orthotelia
- Pantosperma
- Phalerarcha
- Phryganostola
- Rhabdocrates
- Sericostola
- Taeniostolella
- Tetracmanthes
- Toxopeia
- Trapeziophora
- Uranophenga
- Ussara